# Próg Herbski
Próg Herbski (341.24), czasem jako Garb Herbski – mezoregion fizycznogeograficzny w południowej Polsce, stanowiący centralną część Wyżyny Woźnicko-Wieluńskiej. Region ma kształt wąskiego, podłużnego pasma o orientacji północny zachód – południowy wschód. Graniczy on od zachodu z Obniżeniem Liswarty, a od wschodu z Obniżeniem Krzepickim i Obniżeniem Górnej Warty; na północy styka się z Wysoczyzną Wieruszowską, a na południu z Progiem Woźnickim. Region leży na pograniczu województw śląskiego i opolskiego. Region bierze swą nazwę od miejscowości Herby, która jednak wbrew nazewnictwu leży w Obniżeniu Liswarty.
Próg Herbski jest niezbyt wysokim grzbietem osiągającą wysokości od 230 do 330 m n.p.m. Czoło progu opada 10–30 m stopniem w kierunku południowo-zachodnim ku Liswarcie. Podłoże zbudowane jest głównie z piaskowców środkowojurajskich. Region obejmuje powierzchnię około 450 km².
Próg Herbski to ciąg wzniesień zbudowanych z piaskowców środkowojurajskich. W północno-zachodniej części mezoregionu dominują 3 i 4 kompleksy przydatności rolniczej (kpr) na glebach płowych i punktowo na rędzinach właściwych, zaś 6 i 8 kpr na glebach płowych i glebach rdzawych zdominowały południowo-wschodnią część mezoregionu. Centralną część zajmują lasy oraz 6 kpr na glebach płowych.
Próg Herbski rozpościera się na terenie gmin (od północy ku południu): Praszka, Gorzów Śląski, Rudniki, Radłów, Olesno, Przystajń, Wręczyca Wielka, Blachownia, Herby, Konopiska, Poczesna, Starcza, Kamienica Polska i Koziegłowy.